# Henry d'Harcourt
Henry d'Harcourt, duc d'Harcourt (1654 - 1718), par i mariscal de França, marquès de Beuvron i duc d'Harcourt. Fou nomenat ambaixador francès a la cort de Madrid durant els darrers anys de Carles II de Castella i els primers any de regnat de Felip V de Castella, primer monarca espanyol de la Casa de Borbó. El 20 de setembre de 1697 va ser nomenat ambaixador d'Espanya, on va romandre durant tres anys fins al 13 d'octubre de 1700 per la seva voluntat de retornar a l'exèrcit. Va rebre el comandament de la província de Foix, però poc després tornà a ser enviat a Espanya com a ambaixador extraordinari essent nomenat duc d'Harcourt el novembre de 1700. A l'octubre de 1701 la mala salut del duc d'Harcourt l'obligà a tornar a França, on fou elevat a la dignitat de mariscal de França el 14 de gener de 1703, prestant jurament el 28 de gener de 1703.